# Kinnafjall
Kinnafjall är ett berg i republiken Island. Det ligger i regionen Norðurland vestra, 200 km nordost om huvudstaden Reykjavík. Toppen på Kinnafjall är 1 106 meter över havet, eller 110 meter över den omgivande terrängen. Bredden vid basen är 2,2 km.
Trakten runt Kinnafjall är nära nog obefolkad, med mindre än två invånare per kvadratkilometer. Det finns inga samhällen i närheten. Trakten runt Kinnafjall består i huvudsak av gräsmarker.